# البندرية
البندرية مركزٌ إداريٌ سعودي تابعٌ لمحافظة الأسياح، بمنطقة القصيم في المملكة العربية السعودية. تأسست سنة 1398 هـ وهي مدخل الأسياح الجنوبي، تبعد عن مدينة بريدة 50 كم من الشرق. وعن محافظة الأسياح 21 كم. يبلغ عدد سكان مركز البندرية حوالي 1000 نسمة.
مناخها قاري صحراوي، حار جاف صيفًا بارد مُمطر شتاء، وتبلغ درجة الحرارة صيفًا 45°م، وفي الشتاء تصل إلى 12-م. 

## وصلات خارجية
- أمارة منطقة القصيم
- مصلحة الإحصاءات العامة والمعلومات بالمملكة العربية السعودية

‌